# Гладких (деревня)
Гладких (баш. Гладких) — деревня в Дуванском районе Республики Башкортостан Российской Федерации. Входит в состав Метелинского сельсовета.

## География

### Географическое положение
Посёлок расположен на реке Ай, ниже впадения левого притока Мелекас.
Расстояние до:
- районного центра (Месягутово): 77 км,
- центра сельсовета (Метели): 2 км,
- ближайшей ж/д станции (Сулея): 152 км.

## Население
| 2002 | 2010 |
| ---- | ---- |
| 14   | ↘12  |